# Laminacauda plagiata
Laminacauda plagiata là một loài nhện trong họ Linyphiidae.
Loài này thuộc chi Laminacauda. Laminacauda plagiata được Albert Tullgren miêu tả năm 1901.